# Методологија развојне психологије
Методологија у развојној психологији је дисциплина која индивидуалне циљеве претвара у објективне, друштвено прихваћене процедуре за разумевање, предвиђање и обликовање процеса развоја. Она, такође, обезбеђује базу знања које се може повезати са сазнањима научника који приступају изучавању развоја из сродних дисциплина, као што су биологија, антропологија, лингвистика и социологија. Од када су психолози почели да се баве систематским изучавањем људског развоја прикупили су велику количину знања о понашању људских бића на сваком узрасном нивоу, почевши чак од пренаталног периода.
Развили су велики број разноврсних истраживачких метода за изучавање деце и знатно су се потрудили да објасне развојни процес који је у основи узрасних промена које се изучавају. Развојни психолози су, такође, активни у примени свог знања у циљу унапређења здравог развоја. Они своје знање примењују у болницама, центрима за бригу о деци, школама, клиникама и рекреативним центрима. 
Они процењују развојни ниво деце и одређују мере за помоћ деци која имају тешкоће. Осмишљени су специјални средински услови, као што су боксови за прерано рођене бебе, терапеутске методе за децу која имају тешкоће у контроли импулса и ефикасније методе за учење читања. Многи развојни психолози који верују да је развој процес који траје целог живота, интересују се и за добробит средовечних и старијих људи. Најопштији циљ психолошких наука је повећати људско разумевање људске природе и њеног развоја.

## Почетак методологије развојне психологије
Развојна психологија је као психолошка грана настала у 20. веку, али људско интересовање за развој човека траје доста дуже. Додуше, први корак ка методологији у овој грани психологије поставио је француски лекар Жан-Марк Итар у 19. веку, описујући дечака који је живео у социјалној депривацији. Његов рад подстакао је даље радове на овом пољу; његови следбеници су се користили његовим техникама, а преузели су и Итарову веру у науку за унапређење живота људи.
Бригу о развоју подстакла је и социо-економска промена с индустријализацијом, где су деца радила у нехуманим и опасним условима. Нажалост, многи велики умови су се окренули ка моралном и религијском образовању деце, уместо побољшању њиховог здравља и омогућавање нормалног и здравог детињства. 
Права промена долази крајем 19. века, оснивањем удружења за изучавање детета. Основане су бројне организације, донације, болнице и сиротишта који су подржавали реформе у корист деце. Данас постоји велики број разноврсних истраживачких метода за изучавање деце и покушаји да се објасне развојни процеси и промене у истим. Развојни психолози своје знање примењују у болницама, школама, клиникама, а посебна пажња се посвећује и деци са тешкоћама у развоју.

## Кључна питања развојне психологије
Упркос великој разноврсности у раду развојних психолога и разноврсности међу теоријама које воде њихова истраживања, постоји заједничко интересовање за три основна питања: 
1. Континуитет. У којој мери развој одликују континуиране промене, односно у којој мери развој подразумева дисконтинуитет који доводи до јављања нових облика и процеса промене?
2. Извори развоја. Да ли је развој првенствено вођен генетским програмом који је закључан у ћелијама тела, или је спољна средина сила која производи промене?
3. Индивидуалне разлике. Нема два људска бића која су потпуно иста. Како код људи настају стабилне карактеристике које их разликују од свих других људи?

Међу психолозима постоје велике и бројне разлике у вези са одговорима на ова питања. Различите претпоставке о континуитету, изворима развоја и индивидуалним разликама доводе до супротстављених теоријских система који трагају за свеобухватним објашњењем развојних процеса.

## Дисциплина развојне психологије
Међу наукама које се баве развојем, психологија је усмерена на индивидуална људска бића, док су социологија и антропологија усмерене на људске групе, а биолошке науке обухватају људску врсту као целину, сагледавајући је у односу са другим облицима живота. Ова подела научног рада доводи до парадокса. С једне стране, психолози треба да настоје да разумеју развој у терминима појединачне особе; са друге, традиција природних наука, која је доминирала психологијом током целог двадесетог века, наглашава да је човечанство, а не појединачни човек, значајна јединица научне анализе. Разлика између ова два начина сазнавања – једном, заснованом на детаљном знању о индивидуалним карактеристикама и биографији и другом, заснованом на карактеристикама заједничким за многе људе – извор је сталних тензија у настојањима психолога да разумеју развој. Што више психолози желе да знају о појединцима, више морају да знају о животним историјама и тренутним условима сваког појединца. Али, што се више усмере на јединствене историје и обрасце утицаја, мање могу да генералишу своје знање на друге случајеве.
Ова размена захтева од психолога да мењају своје истраживачке методе, бирајући оне које најбоље одговарају њиховим специфичним циљевима. На пример, ако је циљ да се створи што повољнија средина за прерано рођене бебе, или да се разуме улога симболичке игре у интелектуалном развоју двогодишње деце, користе се одговарајуће методе које сву децу третирају као једнаку с обзиром на посматрану црту. Сложена мрежа фактора који су у основи развоја и различити задаци које психолози треба да испуне, продубили су њихову свест о методама које користе да би дошли до закључака. Да би накупили корисно научно знање, морају обраћати посебну пажњу на адекватност својих описа, техника за прикупљање података и нацрта истраживања. Само тада се подаци које психолози прикупе могу, на принципијелан начин, повезати са теоријама које воде њихове практичне активности у вези са децом. 

## Критеријуми научног описа
У психолошкој методологији генерално, потребно је испунити неколико критеријума, како би подаци који се прикупљају били ваљани и како би се из њих могли извести ваљани закључци. Неки од критеријума су објективност, односно истраживач не сме да интерпретира податке на основу својих уверења. Подаци прикупљени у истраживању морају бити поуздани на два начина. Прво, описи добијени из два, или више посматрања једног понашања, требало би да буду доследни. Друго, независни посматрачи требало би да се слажу око описа понашања. 
Ваљаност значи да подаци који су прикупљени заиста одражавају психолошки процес који психолог тврди да одражавају. На пример, многи психолози верују да узнемиреност коју беба испољава када јој је сисање прекинуто одражава трајну предиспозицију за раздражљивост. Један важан начин да се провери ваљаност, јесте да се утврди да ли различити начини мерења исте особине дају исти резултат. Други важан тест ваљаности је да се провери да ли се понашање испољено у једном тренутку може користити за предвиђање будућег понашања.
Четврти захтев, поновљивост, у научним истраживањима значи да други истраживачи могу користити исту процедуру као и први истраживач, и добити исте резултате. Поред ова четири основна критеријума, важно је да група људи која се проучава представља репрезентативан узорак људи о којима психолози желе да дају одговоре. Закључци изведени из података прикупљених на једној групи људи не морају бити применљиви на другугрупу са другачијим карактеристикама.

## Технике прикупљања података
Током протеклих сто година, психолози су усавршавали разноврсне технике за прикупљање информација о развоју деце. Међу најшире коришћеним техникама су извештаји о себи, природна посматрања, експерименти и клинички интервјуи. Ниједна техника не може да одговори на сва наша питања о људском развоју, али свака има стратешку улогу у унапређивању нашег разумевања тог развоја.

### Извештаји о себи
Можда најдиректнији начин да се добију информације о психолошком развоју јесте путем извештаја о себи – одговора људи на питања о њима самима. Психолози обично спроводе интервјуе да би добили овакве извештаје, али често употребљавају и писане упитнике. На овај начин истраживане су различите теме, као што су: адолесцентне идеје у развоју о пријатељству и популарности и родитељске идеје о одгајању деце. У једном истраживању, истраживачи су ишли тако далеко да су тинејџерима давали пејџере који су се оглашавали након случајних интервала током дана, а на тај сигнал тинејџери су попуњавали упитник о томе шта раде и како се осећају у том тренутку. 
Извештаји о себи пружају детаљне описе о животном искуству људи и могу открити динамику мисли и понашања што би, иначе, измакло бележењу. Међутим, основно ограничење ове методе је у томе што је ваљаност одговора које људи дају о себи често под знаком питања. Да би решили овај проблем, истраживачи често покушавају да на директан начин посматрају понашања о којима је извештавано. Истраживања заснована на овој стратегији утврдила су само умерено слагање између извештаја људи и њиховог стварног понашања.

### Природна посматрања
У деветнаестом веку, неколико научника је почело са писањем биографија беба – дневника у којима су бележили посматрања своје деце. Најпознатији од ових описа је Дарвинов (1877) дневни извештај о раном развоју његовог најстаријег сина. Природњак, Чарлс Дарвин, постао је познат по својој теорији еволуције. Његова посматрања сопственог сина, која је забележио у биографији бебе, пружају један од првих систематских описа развоја новорођенчета. Документујући карактеристике које су заједничке људским бићима и другим врстама, Дарвин се надао да ће подржати своју тезу о људској еволуцији. Дарвинова биографија бебе и друге, попут Леополдових записа о језичком развоју његове ћерке и Пијажеових описа менталног развоја његове деце, показало се да имају трајну научну вредност. Али, сада се биографије беба ретко користе ван области језичког развоја (где су још увек основни извор података), јер чак ни научници не могу задржати објективност кад описују своју децу. Као што је Кесен прокоментарисао: ”Нико не може искривити истину тако убедљиво као брижни родитељ”. Због проблема који настају када одрасли посматрају понашање властите деце, психолози се радије ослањају на извештаје обучених посматрача који немају личне везе са децом коју посматрају.
Циљ ових природних посматрања је добијање детаљних информација о стварном понашању деце у реалном окружењу у коме живе, укључујући кућу, школу и заједницу. Природна посматрања су једно од основних истраживачких оруђа развојних психолога који себе сматрају етолозима. Етологија је једна интердисциплинарна наука која се бави биолошким основама понашања; етолошки оријентисани развојни психолози наглашавају начин на који је развој понашања деце условљен еволуционом историјом Хомо сапијенса. Етолози, у великој мери наглашавају природна посматрања, јер верују да се биолошки важна понашања која утичу на људски развој, најбоље могу проучавати у окружењу у коме имају адаптивни значај.
Када је изучавао дечије интеракције у предшколској учионици, Стрејер је спровео природно посматрање у овој традицији. Посматрајући и бележећи ко је био с ким у интеракцији, и квалитет интеракције, Стрејер и колеге су утврдили да спонтани развој социјалне хијерархије у предшколском одељењу регулише степен агресивности коју мала деца испољавају једна према другој.

### Експерименталне методе
Експеримент се у психологији обично састоји од увођења неке промене у искуство особе или животиње, а затим у мерењу ефеката те промене на понашање особе или животиње. Идеално, сви остали могући узрочни утицаји држе се константним док се фактор који се испитује варира, да би се утврдило да ли тај фактор доводидо неке промене. Ако је експеримент добро осмишљен и изведен, требало би да пружи доказе за потврђивање научне хипотезе о узроцима посматраног понашања. Научна хипотеза је претпоставка која је довољно прецизна да се може проверити и за коју се може показати да није тачна. Ако не постоји начин да се хипотеза оспори, она има мали научни значај. Једно истраживање о развоју страха од висине, Кампоса и колега, показује како експериментална метода може помоћи у разјашњавању сумњи у вези са узрочним факторима развоја. Много година веровало се да је страх од висине урођен. 
Према овом становишту, страх од висине постаје уочљив када беба почне да се самостално креће, не зато што страх узрокује кретање нити кретање узрокује страх, већ зато што су и једно и друго резултат матурационих фактора и случајно се развијају у исто време. Кампос и његове колеге нису се слагали са овом хипотезом. Они су веровали да је страх од висине последица искуства, посебно искуства које беба стиче када почне да пузи. Кампос и колеге почели су са проучавањем групе беба, узраста од 6 до 8 месеци, недељу или две дана након што су почеле да пузе. Открили су да су у првих неколико прилика које су им пружене све бебе прешле визуелну литицу – платформу која је остављала утисак да је оштра стрмина дели од много ниже платформе. Међутим, у следећим покушајима бебе су све више одбијале да пређу преко визулене литице, иако никад нису доживеле неку непријатност када су то чиниле. Као да се нешто оформљивало у главама беба како су стицале искуство. 

#### Етика експерименталних метода
Основно етичко начело свих психолошких истраживања је: Ако истраживачка процедура може нашкодити било коме, не треба је спровести. Међутим, етички проблеми у психолошким истраживањима нису увек тако јасни као што ово начело сугерише. Практично, свака интервенција у живот друге особе укључује неки ризик, па је та одлука тешка. Шта више, фактори који су узети у обзир често варирају од једне културе до друге и од једног историјског периода до другог. Бихејвиориста, Џон Вотсон и Розали Рајнер, 1920. године објавили су резултате експеримента којим су показали да дечији страх од животиња није урођен, већ обликован средином (погледати: експеримент са малим Албертом).
Психолошка процена етичности експеримента Вотсона и Рајнерове сигурно би данас била другачија него током 1920-тих. Психолози су данас много мање сигурни, него што је Вотсон био, у своју способност да изазову, или спрече, психолошке процесе и много потпуније прихватају чињеницу да научно знање никако није сигурно знање. Да би заштитили права деце, савремене истраживаче надгледају њихове институције и владине организације. Пре него што могу да спроведу истраживање, истраживачи морају убедити одбор својих колега да неће наудити људима који учествују у њиховом истраживању и да истраживање тим људима нуди неку добробит на дуже.

### Метод клиничког интервјуа
Пијаже:..кажеш да снови долазе ”из ноћи”. Где иду?
Дете: Свуда.
Пијаже: Чиме сањамо?
Дете: Нашим устима.
Пијаже: А где се налази сан?
Дете: У ноћи.
Пијаже: Где се дешава?
Дете: Свуда. У собама. У кућама.
Пијаже: Где тачно?
Дете: У кревету.
Пијаже: Може ли да се види?
Дете: Не, јер је ту само ноћу.
Пијаже: Да ли би ико могао да зна да ти сањаш?
Дете: Не, јер је скроз уз нас.
Пијаже: Можеш ли да га додирнеш?
Дете: Не, зато што спаваш када сањаш.

Адаптирано из Piaget, 1929, стр. 93
Суштина клиничког метода је усклађивање питања према појединачном субјекту, при чему свако питање зависи од одговора на претходно питање. Као што назив говори, клинички интервју се често користи за испитивање проблема особа које имају тешкоћа, или које нису добро. Када развојни психолози користе метод клиничког интервјуа на овај начин, они, као и лекари, истражују низ одговарајућих, помоћних средстава. 
У развојној психологији, најпознатија примена клиничког интервјуа потиче од Сигмунда Фројда, који је сматрао да је рана породична историја детета суштинска за каснији развој личности. Он је, из пацијентових описа, настојао да утврди кључни догађај који је створио тешкоће од којих је особа патила. У Фројдовој употреби клиничког метода, анализа је била удружена са терапијом; теорија аналитичара проверавана је ефикасношћу третмана у разрешавању проблема особе.
Међутим, клинички методи нису ограничени само на патологију. Жан Пијаже је често користио технику клиничког интервјуа да би испитивао дечије развојно разумевање света.

## Нацрти истраживања
Да би психолошко истраживање расветлило процес развојне промене, мора бити тако осмишљено да открије како претпостављени фактори делују током времена. Постоје два основна нацрта истраживања које психолози користе за ову сврху: лонгитудинални и нацрт попречног пресека. Сваки од њих на другачији начин узима у обзир време.
Психолози који користе лонгитудинални нацрт прикупљају податке о групи деце са повећањем њиховог узраста, током дужег периода времена. 
Истраживачи који користе нацрт попречног пресека прикупљају податке о деци различитог узраста у једном тренутку. Ови нацрти се могу користити у комбинацији и са било којом од управо описаних техника прикупљања података. Сваки нацрт има своје предности и мане.